# Доротея Датска (1528 – 1575)
Вижте пояснителната страница за други личности с името Доротея Датска.
Доротея Датска (на датски: Dorothea af Danmark; на немски: Dorothea von Dänemark; * 1528; † 11 ноември 1575, Шьонберг) от род Дом Олденбург, е принцеса от Дания и Норвегия и чрез женитба херцогиня на Мекленбург-Гюстров-Гадебуш.

## Живот
Дъщеря е на датския крал Фредерик I (1471 – 1533) и София Померанска (1498 – 1568).
Доротея Датска се омъжва на 27 октомври 1573 г. в Колдинг за херцог Кристоф фон Мекленбург (* 30 юни 1537; † 4 март 1592), администратор на епископство Ратцебург (1554 – 1592). Бракът е бездетен. Тя умира след две години на 47-годишна възраст в Шьонберг, епископската резиденция на епископство Ратцебург. 